# استوک لاین
استوک لاین (به انگلیسی: Stoke Lyne) یک روستا و محله مدنی در بریتانیا است که در چرول واقع شده‌است. استوک لاین ۱۳٫۰۲ کیلومتر مربع مساحت و ۴۱۸ نفر جمعیت دارد.